# Saelices
Saelices – gmina w Hiszpanii, w prowincji Cuenca, w Kastylii-La Mancha, o powierzchni 80,62 km². W 2011 roku gmina liczyła 639 mieszkańców.